# Рационално пресмятане
31 + 56 + 29 + 23 + 14 + 47" на пръв поглед пресмятането му може да предизвика известна трудност. Но ако използваме разместителното и съдружителното свойство на събирането ще пресметнем израза по-лесно.
Можем да „обединим“ 2 по 2 числата и ще получим {\displaystyle (31+29)+(56+14)+(23+47)=60+70+70=200.}
Рационалното пресмятане може да се използва и при умножението.
Например 32*25 може да се пресметне като умножим по 4 и разделим на 4, но тук вече имаме 25*4, което лесно се пресмята, че е 100 и 32/4 = 8, следователно отговорът е: 100*8 = 800.{\displaystyle 32\times 25={\frac {32}{4}}\times {4}\times {25}=8\times 100=800}